# Equilium
Equilium (łac. Dioecesis Equiliensis) – stolica historycznej diecezji w Italii erygowanej w VIII wieku, a włączonej w roku 1466 w skład patriarchatu Wenecji.
Współczesne miasto Jesolo w prowincji Wenecja we Włoszech. Obecnie katolickie biskupstwo tytularne ustanowione w 1966 przez papieża Pawła VI.

## Biskupi tytularni
| Lp. | Biskup                 | Funkcja                                 | Od                   | Do               |
| --- | ---------------------- | --------------------------------------- | -------------------- | ---------------- |
| 1   | Raffaele Mario Radossi | emerytowany arcybiskup Spoleto (Włochy) | 23 czerwca 1967      | 27 września 1972 |
| 2   | Milton Corrêa Pereira  | arcybiskup koadiutor Manaus (Brazylia)  | 25 kwietnia 1973     | 5 marca 1981     |
| 3   | Charles Grahmann       | biskup pomocniczy San Antonio (USA)     | 30 czerwca 1981      | 13 kwietnia 1982 |
| 4   | Piotr Hemperek         | biskup pomocniczy lubelski              | 7 maja 1982          | 4 lipca 1992     |
| 5   | Joseph Galante         | biskup pomocniczy San Antonio (USA)     | 13 października 1992 | 5 kwietnia 1994  |
| 6   | Luigi Ventura          | nuncjusz apostolski                     | 25 marca 1995        |                  |